# Белогорка (Амурская область)
Белого́рка — село в Серышевском районе Амурской области, Россия. Входит в Томский сельсовет.
Основано в 1908 году. Названо по светлым обнажениям кварцевого песка на склоне долин.

## География
Село Белогорка стоит на правом берегу реки Томь (левый приток Зеи), выше стоящего на левом берегу города Белогорск.
Село Белогорка расположено к юго-востоку от пос. Серышево, расстояние до районного центра (через сёла Поляна, Красная Поляна, Бочкарёвку и Хитровку) — 32 км.
На восток от села Белогорка (вверх по правому берегу реки Томь) идёт дорога к сёлам Паруновка, Новосергеевка, Рождественка, Широкий Лог, Соколовка и Воскресеновка.
Расстояние до административного центра Томского сельсовета села Томское — 14 км.

## Население
| 2002 | 2010 | 2012 | 2013 | 2014 | 2015 | 2016 |
| ---- | ---- | ---- | ---- | ---- | ---- | ---- |
| 309  | ↘302 | ↘292 | ↗299 | ↘298 | ↗306 | ↗314 |
| 2017 | 2018 |      |      |      |      |      |
| ↗320 | ↗333 |      |      |      |      |      |

По данным переписи 1926 года по Дальневосточному краю, в населённом пункте числилось 63 хозяйства и 363 жителя (187 мужчин и 176 женщин), из которых преобладающая национальность — украинцы (58 хозяйств).

## Инфраструктура
Восточнее села Белогорка находится автомобильный мост через реку Томь на автотрассе Чита — Хабаровск.